# Condado de Victoria (Texas)
O Condado de Victoria é um dos 254 condados do estado norte-americano do Texas. A sede do condado é Victoria, que é também a sua maior cidade.
O condado possui uma área de 2302 km² (dos quais 16 km² estão cobertos por água), uma população de 84 088 habitantes, e uma densidade populacional de 37 hab/km² (segundo o censo nacional de 2000).
O condado foi criado em 1836.